# Mikura-jima
Mikura-jima (御蔵島) é, ao mesmo tempo, uma vila cujo governo é subordinado à metrópole de Tóquio e uma ilha vulcânica pertencente ao arquipélago Izu. Em 10 de janeiro de 2018, a vila tinha uma população estimada em 340 pessoas e a densidade populacional era de 16.55 pessoas por quilometro quadrado. A sua área total é de 20.5 quilômetros quadrados.